# Senado de Nuevo México
El Honorable Senado del estado de Nuevo México es la cámara alta de la Legislatura de Nuevo México, compuesta por 42 bancas que representan a cada uno de los distritos en los que se divide el estado.
La presidencia del senado se encuentra a cargo de la vicegobernación desde donde se preside las sesiones, aunque esta figura no participa de los debates ni tiene derecho a voto; salvo en caso de empate. 
Los cargos del senado son electos a pluralidad de sufragios, duran en sus cargos el término de cuatro años y son reelegibles.

## Requisitos
Para que una persona pueda ocupar un cargo en el senado estatal de Nuevo México, debe cumplir una serie de requisitos: 
- Debe haber cumplido la edad de veinticinco años
- Mantener residencia en el distrito donde fue elegido
Es un cargo incompatible con posibles empleos en el poder ejecutivo nacional, del estado o de las municipalidades; con todo otro cargo de carácter electivo nacional, estatal, municipal o de otro estado; y con el de funcionario o empleado dependiente de una empresa particular que tenga relaciones permanentes con los poderes públicos del estado.

## Composición actual (2021-2025)

### Bloques
| Bloque | Bloque              | Senadores |
| ------ | ------------------- | --------- |
|        | Partido Demócrata   | 26        |
|        | Partido Republicano | 16        |
| Total  | Total               | 42        |

### Lista de senadores
El mandato de los senadores es desde el 31 de diciembre de 2020 al 31 de diciembre de 2024. 
| Distrito | Senador                  | Bloque | Bloque              |
| -------- | ------------------------ | ------ | ------------------- |
| 1        | William Sharer           |        | Partido Republicano |
| 2        | Steven Neville           |        | Partido Republicano |
| 3        | Shannon Pinto            |        | Partido Demócrata   |
| 4        | George Muñoz             |        | Partido Demócrata   |
| 5        | Leo Jaramillo            |        | Partido Demócrata   |
| 6        | Roberto González         |        | Partido Demócrata   |
| 7        | Pat Woods                |        | Partido Republicano |
| 8        | Pete Campos              |        | Partido Demócrata   |
| 9        | Brenda McKenna           |        | Partido Demócrata   |
| 10       | Katy Duhigg              |        | Partido Demócrata   |
| 11       | Linda M. López           |        | Partido Demócrata   |
| 12       | Jerry Ortiz y Pino       |        | Partido Demócrata   |
| 13       | Bill O'Neill             |        | Partido Demócrata   |
| 14       | Michael Padilla          |        | Partido Demócrata   |
| 15       | Daniel Ivey-Soto         |        | Partido Demócrata   |
| 16       | Antoinette Sedillo López |        | Partido Demócrata   |
| 17       | Mimi Stewart             |        | Partido Demócrata   |
| 18       | Bill Tallman             |        | Partido Demócrata   |
| 19       | Gregg Schmedes           |        | Partido Republicano |
| 20       | Martin Hickey            |        | Partido Demócrata   |
| 21       | Mark Moores              |        | Partido Republicano |
| 22       | Benny Shendo             |        | Partido Demócrata   |
| 23       | Harold Pope              |        | Partido Demócrata   |
| 24       | Nancy Rodríguez          |        | Partido Demócrata   |
| 25       | Peter Wirth              |        | Partido Demócrata   |
| 26       | Jacob Candelaria         |        | Partido Demócrata   |
| 27       | Stuart Ingle             |        | Partido Republicano |
| 28       | Siah Correa Hemphill     |        | Partido Demócrata   |
| 29       | Gregory A. Baca          |        | Partido Republicano |
| 30       | Joshua A. Sánchez        |        | Partido Republicano |
| 31       | Joe Cervantes            |        | Partido Demócrata   |
| 32       | Cliff Pirtle             |        | Partido Republicano |
| 33       | William Burt             |        | Partido Republicano |
| 34       | Ron Griggs               |        | Partido Republicano |
| 35       | Crystal Diamond          |        | Partido Republicano |
| 36       | Jeff Steinborn           |        | Partido Demócrata   |
| 37       | William Soules           |        | Partido Demócrata   |
| 38       | Carrie Hamblen           |        | Partido Demócrata   |
| 39       | Liz Stefanics            |        | Partido Demócrata   |
| 40       | Craig Brandt             |        | Partido Republicano |
| 41       | David Gallegos           |        | Partido Republicano |
| 42       | Gay Kernan               |        | Partido Republicano |